# Scitaloides malanda
Scitaloides malanda is een keversoort uit de familie bladsprietkevers (Scarabaeidae). De wetenschappelijke naam van de soort is voor het eerst geldig gepubliceerd in 1990 door Britton.